# Terpna
Terpna is een geslacht van vlinders van de familie spanners (Geometridae), uit de onderfamilie Geometrinae.

## Soorten
- T. amplificata Walker, 1862
- T. apicalis Moore, 1888
- T. calautops Prout, 1912
- T. costiflavens Wehrli, 1933
- T. costistrigaria Moore, 1867
- T. crocina Butler, 1880
- T. davidaria Poujade, 1895
- T. decorata Warren, 1894
- T. differens Warren, 1909
- T. dorcada Swinhoe, 1893
- T. ectoxantha Wehrli, 1933
- T. erionoma Swinhoe, 1893
- T. euclidiaria Oberthür, 1913
- T. eucryphes West, 1930
- T. eupines West, 1930
- T. funebrosa Warren, 1896
- T. furvirubens Prout, 1934
- T. haemataria Herrich-Schäffer, 1854
- T. iterans Prout, 1926
- T. leopardinata Moore, 1867
- T. lepterythra Turner, 1944
- T. leucomelanaria Poujade, 1895
- T. loncheres Prout, 1931
- T. luteipes Felder, 1875
- T. moelleri Warren, 1893
- T. neonoma Hampson, 1907

- T. niveata Debauche, 1941
- T. olivia Goldfinch, 1944
- T. ornataria Moore, 1888
- T. pammiges Turner, 1941
- T. pictaria Moore, 1888
- T. pratti Prout, 1927
- T. rubroviridata Warren, 1898
- T. subornata Warren, 1894
- T. subtrita Prout, 1914
- T. superans Butler, 1878
- T. taiwana Wileman, 1912
- T. thyatiraria Oberthür, 1913
- T. varicoloraria Moore, 1867
- T. vigens Butler, 1880
- T. vigil Prout, 1926